# Лангольєри
«Лангольєри» (англ. The Langoliers) — повість американського письменника Стівена Кінга, написана в жанрах психологічного жаху і фантастики, опублікована 1990 році в збірці «Чотири після півночі».
За основною сюжетною лінією, декілька осіб пасажирів літака прокидаються і розуміють, що інші пасажири, включаючи пілотів і членів екіпажу, зникли. Після посадки група вцілілих повинна не лише розібратися в подіях, але й врятуватися від лангольєрів — кошмарних зубатих істот, які пожирають час.
«Лангольєри» були номіновані на премію Брема Стокера. Літературні критики сприйняли повість неоднозначно. Деяким з них сподобалася ідея подорожей у часі, показана з такої перспективи, з якої її не розглядав жоден англоамериканський фантаст. Інші вважали, що основна ідея не нова, а персонажі та деякі сюжетні повороти надто типові для письменника. 1995 року Том Голланд екранізував твір у форматі мінісеріалу. За своїм звичаєм, письменник зіграв там роль другого плану Серіал мав високі рейтинги, але критики його сприйняли неоднорідно.

## Сюжет
Браян Енгл, пілот компанії «Гордість Америки», відразу після важкого рейсу Л-1101 Токіо — Лос-Анджелес, дізнається, що його колишня дружина Енн загинула внаслідок нещасного випадку в Бостоні і він змушений сісти як пасажир на Boeing 767 рейсу № 29. Від стюардеси Мелані Тревор він чує про незвичайне явище — над пустелею Мохаве, де проходить їхній рейс, на висоті 11000 м помічено полярне сяйво (поява якого в середніх і південних широтах — винятково рідкісне явище). Однак, Браян, не виспавшись через попередній рейс, засинає під час зльоту, тому не бачить сяйва. Через деякий час сліпа дівчинка Дайна Беллман, що володіє паранормальними здібностями, яка теж заснула під час зльоту, прокидається і виявляє, що її тітка зникла, як і всі пасажири в сусідніх кріслах. Випадково Дайна знаходить на одному з крісел перуку і, сприйнявши її за скальп, кричить, чим будить Браяна та інших. На борту виявляється ще 9 осіб: молода вчителька Лорел Стівенсон, чоловік Нік Гоупвелл, письменник Боб Дженкінс, хлопець і дівчина Альберт Косснер і Бетані Сіммс, бізнесмен Руді Вервік, механік Дон Гаффні, банківський службовець Крейг Тумі і якийсь пасажир, що продовжує спати через алкогольне сп'яніння.
Інші пасажири та екіпаж таємничо зникли. З'ясовується, що 11 осіб, які залишилися, так чи інакше заснули в момент зльоту або ще до нього. Між тим на кріслах зниклих пасажирів виявлено їхні особисті речі та навіть ті, що були в їхніх організмах: хірургічні штифти, пломби. Герої проникають в кабіну пілота і виявляють, що пілоти теж відсутні, а літак летить на автопілоті. Браян бере керування літаком на себе. Його спроби вийти з кимось на зв'язок закінчуються невдачею, ефір цілковито чистий, а коли за часом вони повинні були пролітати над Денвером, то знизу бачать лише темну рівнину. Браян вирішує замість Бостона посадити літак у Міжнародному аеропорту Банґор, тому що той дозволяє безпечно садити літак, не маючи зв'язку з землею. Але на території аеропорту нікого немає, годинник зупинився, електрика відсутня, все здається неживим. До того ж виявляється, що всі продукти і речовини втратили свої якості. Паливо не горить, що виключає можливість польоту в якесь інше місце. Дайна Беллман відчуває неясний шум якоїсь невизначеної загрози, що наближається. Тим часом банківський службовець Крейг Тумі, якому негайно потрібно в Бостон, і який не усвідомлює нестандартність ситуації, погрожуючи пістолетом, захоплює в заручники Бетані, але його вдається скрутити, тому що пістолет, як і все навколо, позбавлений звичних властивостей (сили газів ледь вистачило виштовхнути кулю зі ствола). Зв'язавши Тумі, письменник Боб Дженкінс приходить до висновку, що вони потрапили в минуле, пролетівши крізь діру в часі, що виглядала як північне сяйво над пустелею Мохаве. Дайна повідомляє, що знову чує якийсь неприємний звук і цього разу значно ближче.
Тумі згадує про лангольєрів — вигаданих страшних істот, якими в дитинстві Крейга лякав його деспотичний батько. Посилюваний незрозумілий звук Тумі приписує наближенню лангольєрів, які, за розповідями його батька, бігають за поганими, нецілеспрямованими хлопчиками і пожирають їх. Тумі розповідає про лангольєрів Дайні та Лорел. Альбертові приходить ідея, що всередині їхнього літака все ще тече нормальний час, і він, капітан Енгл, Дженкінс і Гоупвелл, який виявився співробітником англійських спецслужб, йдуть у літак, щоб перевірити цю гіпотезу, і невдовзі з'ясовують, що ідея Альберта правильна, і тому паливо, яке вони візьмуть зі сховища аеропорту, загориться. Здалеку пасажири бачать, як лангольєри буквально пожирають навколишню реальність. Залишившись без нагляду, Тумі звільняється від пут і важко ранить Дайну, вважаючи її головним лангольєром. Дайна просить не вбивати Тумі, бо передчуває, що він може їм знадобитися. Альберт і Гаффні у пошуках нош для Дайни натикаються на Тумі, який убиває Гаффні, але його самого приголомшує Альберт. Гоупвелл спускається на звуки боротьби. Залишивши непритомного Тумі внизу, Дайну беруть на ноші та заносять у літак. Капітан Енгл керує заправкою літака. Тим часом Дайна, використавши свій надзвичайний дар, телепатично переконує Тумі вийти з будівлі аеропорту на льотне поле. З'являються лангольєри і з'їдають його, даючи таким чином пасажирам час злетіти.
Під час польоту вмирає Дайна. Іншим необхідно пройти діру часу назад, для чого треба виконати головну умову — заснути. Альбертові спадає на думку знизити в салоні літака повітряний тиск, завдяки чому всі заснуть через нестачу кисню. Але хтось один повинен пожертвувати собою, щоб потім знову додати тиск. Зголошується Нік Гоупвелл, на знак спокути за смерть трьох ірландських дітей, яких він ненавмисно застрелив, і він просить Лорел з'їздити до його батька і попросити за нього вибачення. Нік проводить літак крізь діру часу і зникає. Браян прокидається і садить літак в аеропорту Лос-Анджелеса, але їх знову зустрічає пустельний аеропорт, де знову немає ні звуків, ні людей. Невдовзі пасажири здогадуються, що потрапили в недалеке майбутнє. Після п'яти хвилин теперішнє їх наздоганяє, і вони буквально виникають з нізвідкіля в пожвавленому і переповненому людьми аеропорту.

## Написання
Стівен Кінг у передмові до повісті згадував, що ідеї для історій виникають у нього в різний час і в несподіваних місцях. Письменник навчився запам'ятовувати несподівані найцікавіші ідеї. «Час від часу я зазираю в цей "файл", щоб пошукати щось варте уваги, і майже завжди відкопую кілька непоганих сюжетців з чітко відстежуваним центральним образом». У випадку з «Лангольєрами» цим образом була жінка, яка закриває рукою тріщину в пасажирському авіалайнері. Письменник не хотів розвивати цей сюжет, оскільки нічого не тямив у цивільній авіації. Однак думка не виходила з голови, автор почав відчувати запах парфумів дівчини — L'Envoi, бачив її зелені очі і чув переривчасте дихання переляканої людини. Одного разу вночі Кінг зрозумів, що ця жінка — привид.
| Ліві лапки | Пам'ятаю як сів, перекинув ноги на підлогу і вмикнув світло. Якийсь час посидів, не думаючи ні про що... принаймні усвідомлено. А ось у підсвідомості хлопець, який насправді робить за мене всю роботу, вже працював, очищаючи робоче місце і готуючись запустити всі свої машини. Наступного дня я (або він) почав писати цю повість… | Праві лапки |

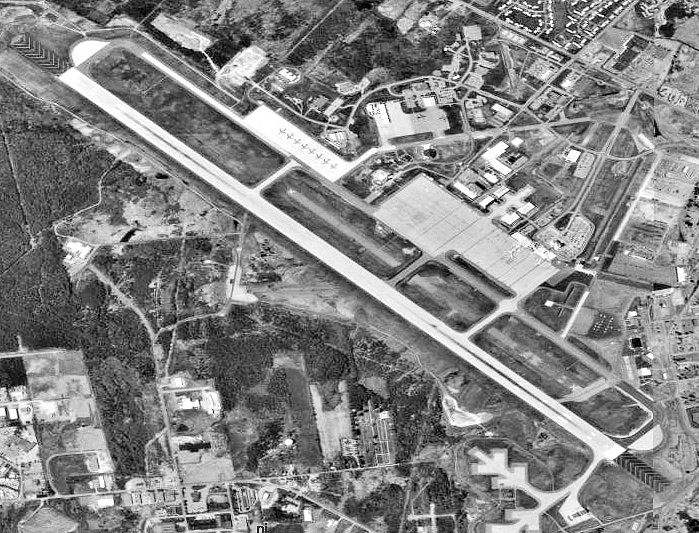
Одне з основних місць дії книжки — аеропорт Бангора. Там само знято й екранізацію

На написання твору письменникові знадобився місяць. За його власним зізнанням, «Лангольєри» далися набагато легше, ніж інші роботи збірки «Чотири після півночі». Почуття приреченості ріднило цей твір з «Туманом». Кінг давав кожному розділові старомодні підзаголовки. Багато часу пішло на підготовку книги. Кінг відвідав кабіну пілотів, його консультували троє представників цієї професії — Майкл Руссо, Френк Соарс і Дуглас Деймон. Під час польоту один з пілотів пропонував знизити рівень кисню, на що Кінг погодився, але виконувати задумане вони так і не стали. Стівен вважав, що якщо в творі і були фактологічні помилки, то звинувачувати в них слід тільки його самого. Втім автор свідомо допустив деякі вільності в описі конструкції літака. Він завершив повість у позитивному настрої, що для нього було рідкістю. «Ось тепер все. Прошу на борт. Політаємо в недружніх небесах».
Збірка, до якої увійшов твір, вийшла друком у вересні 1990 року. Тираж першого видання становив 1,5 млн. Аудіокнига, яку озвучив Віллем Дефо, вийшла на Penguin/HighBridge Audio на 6 касетах того самого року. Тривалість начитки становить 8 годин 41 хвилину. 2008 року Penguin Audiobooks видали повість на CD-дисках. Дженкінс у творі каже: «Нам відкрилася неприємна реальність подорожей у часі. Ми не можемо потрапити в книгосховище техаської державної школи і запобігти вбивству Кеннеді». Кінг розвинув цю ідею в романі «11/22/63». Теми необхідності сну для незвичайних подорожей письменник також торкається в оповіданні «Джонт», але там вони потрібні для телепортації в просторі. Скрипка Альберта під назвою Гретч можливо є відсиланням до гітари музиканта Рода Стюарта, на якій він зіграв для синглу «Bring It on Home to Me». Вважають, що повість вплинула на створення американського телесеріалу «Загублені».

## Критика
Твір було номіновано на премію Брема Стокера. Журналіст Вадим Ерліхман вважав повість найбільш динамічною з усієї збірки. У творі пасажири літака потрапляють в петлю часу і утворюють колектив з чітким розподілом ролей. Оглядач Гардіан Джеймс Сміт охарактеризував повість як найкраще запам'ятовувану. Сюжет він назвав відмінною ідеєю, прекрасно виконаною і страхітливою. Повість зачіпає відразу кілька фобій — страх польоту, самотності та істот з величезними зубами. На іншому рівні сприйняття відчуваються страх від втрати часу та контролю, які виступають чи не первинними антагоністами всієї історії. Стівен Спігнессі писав, що твір дає відповідь, куди ж дівається вчорашній день. Він називав «Лангольєрів» найбільш захопливою і найстрашнішою повістю письменника, в якій вдало переплелися психологічний жах і фантастика. По-справжньому сподобалася літературознавцю ідея істот, що пожирають минуле. На думку Кена Такера, оглядача Entertainment Weekly, замість того, щоб розвивати якийсь один елемент сюжету, Кінг розпорошується на безліч речей, сподіваючись, що щось «зачепить» читача. Втім, його «вульгарна надмірність є частиною чарівності».
Джошуа Роутмен, критик тижневика The New Yorker, вважав, що «Лангольєри» написані в класичному для письменника форматі. Науково-фантастичні допущення переплітаються зі сценами з фільмів-жахів — монстрами і маніяком. Розрізненість елементів повісті та несумісність традицій жанрів не впливають на захопливість твору. Кінг демонструє бачення того, що жанрові ідеї мають спільні корені. Майкл Р. Коллінз вважав твір типовою оповіддю про четвертий вимір, після прочитання якої лангольєри надовго залишаються у свідомості читача. На думку Енді Соломона, співробітника Нью-Йорк Таймс, у «Лангольєрах» Кінг перефразовує зав'язку «Протистояння», коли стрибком у часі усуває все людство крім кількох осіб, які вижили. Цю думку підтримали Шерон Рассел і Роберт Вайнберг. Серед героїв немає того, хто міг би покладатися на здоровий глузд рівно до того моменту, поки всі чудесним чином не починають розуміти як запобігти катастрофі. Грейді Гендрікс відносив повість до числа найкращих і найгірших творів письменника одночасно. Насичені яскравими образами, «Лангольєри» надто нагадують епізод «Сутінкової зони» — «Рейс 33 Одісеї» і грішать самоповтореннями. Серед них — люди у стресовій ситуації («Туман», «Протистояння», «Сяйво»), підлітки з психологічними відхиленнями («Керрі», «Та, що породжує вогонь»), кмітливі хлопці («Доля Салему», «Тіло»), а самі лангольєри нагадують томмінокерську версію пекмена. Подібну схожість відзначали й інші автори.
Роман Арбітман, оглядач журналу «Світ фантастики» зауважив, що Кінг у повісті використовує кілька своїх стандартних звичок. Серед них — місце дії — Банґор, штат Мен, який часто зустрічається в його творах. До стереотипних героїв належить і сліпа Діана, що володіє ментальним зором, яка нагадує Чарлі з «Та, що породжує вогонь», Трішу з «Дівчинки, яка любила Тома Гордона», що володіє телекінезом Керрі і осяйну Абру з роману «Доктор Сон». У центрі їхньої схожості — зовнішня вразливість і внутрішня сила. Вчорашній день у повісті автор порівнював з порожнім коконом, у якому не горять сірники, а пиво не піниться. Така варіація минулого не схожа на всю англо-американську фантастику. «Шматочки реальності мають бути з хрускотом перемелені мільйонами зубастих чудовиськ — лангольєрами». На думку оглядача, настільки свіжа ідея обійшла ефект метелика Рея Бредбері з оповідання «Гуркіт грому». Марк Браунінг вважав слабким місцем твору той факт, що всі герої називають монстрів лангольєрами, підхопивши суб'єктивне бачення Крейга. Цей недолік особливо помітний на тлі повісті «Таємне вікно, таємний сад».
Крейг Тумі у творі постає як білий комірець, чия компульсивна звичка полягає в тому, щоб рвати папір під час психотичного відключення. Тумі — не читач і не письменник. В антидемократичній і самоорієнтованій ідеології 1980-х років він є втіленням критиків. Його ідеологія складається з курсу дій, лінійного руху вперед, від дитинства до смерті, від якого він не в змозі відхилитися. В деяких рисах цього героя Джон Сірс бачив безглуздя капіталізму. У його голові існує якийсь фантастичний світ, у якому він неодмінно повинен потрапити на вирішальну зустріч у Бостоні. Його божевілля відкидає нелогічність світу лангольєрів, що робить його незамінним для групи, як би парадоксально це не звучало. Як пояснював його батько, лангольєри існують, щоб «накидатися на ледачих, розхлябаних дітей». По суті, Тумі являє собою несимпатичну версію Керрі Вайт, яка подорослішала.

## Екранізація
Повість екранізував Том Голланд, який став режисером і сценаристом фільму. Прем'єра відбулася 14-15 травня 1995 року на телеканалі ABC. Роль Браяна Енгла виконав Девід Морс, Лорел Стівенсон — Патріша Веттіг, Крейга Тумі — Бронсон Піншо. Морс знімався і в інших екранізаціях автора — «Зеленій милі» і «Серцях в Атлантиді». Тома Голбі — голову Ради, одну з галюцинацій Крейга, зіграв сам Кінг. Голланд вважав повість страхітливою, а також зазначав, що на якісні спецефекти не вистачило грошей. Рейтинг стрічки на агрегаторі Rotten Tomatoes становив 50 % з 100 можливих. Перший епізод зібрав біля екранів 17,5 млн глядачів, другий — 19,5 млн.
Голланд вкрай дбайливо переніс події повісті на екран. Тригодинний формат телефільму дозволив втілити «Лангольєрів» практично без скорочень. Тривожна атмосфера фільму створюється «буквально з повітря». До нечисленних недоліків картини оглядачі зараховували примітивні спецефекти, за що фільм посів двадцяте місце у рейтингу найгірших спецефектів в історії кіно від журналу Complex, а також стилізовану гру акторів у дусі серіалів 1960-1970-х років.